# Sabarat
Sabarat é uma comuna francesa na região administrativa de Occitânia, no departamento de Ariège. Estende-se por uma área de 9,5 km². Em 2010 a comuna tinha 384 habitantes (densidade: 40,4 hab./km²).